# Sh2-89
Sh2-89 est une nébuleuse en émission visible dans la constellation du Petit Renard.
Elle est située dans la partie nord de la constellation, au nord de la célèbre nébuleuse de l'Haltère (M27). Elle apparaît comme un nuage très petit et faible, dont l'observation est difficile même à l'aide de filtres. Elle peut être photographiée en utilisant une longue exposition. Se trouvant dans l'hémisphère nord céleste, son observation est facilitée dans les régions de l'hémisphère nord. La période propice à son observation dans le ciel du soir se situe entre juin et novembre.
Sh2-89 est une petite région H II située dans le même environnement galactique que l'association OB Vulpecula OB1. Elle se trouve, avec Sh2-90, au bord d'une grande superbulle appelée GS061+00+51, dont l'origine n'a pas été bien définie : elle pourrait en fait être le résultat de la fusion de plusieurs bulles formées par les vents stellaires de l'association Vulpecula OB1, ou de l'explosion de supernovae multiples. Cependant, son expansion semble être perturbée par la présence d'un nuage moléculaire, qui a déterminé la forme irrégulière de la superbulle elle-même. Le nuage moléculaire associé à ces nébuleuses est connu sous le nom de LDN 798 et a une masse de 60 000 M⊙.
La preuve de la présence de phénomènes de formation d'étoiles dans le nuage Sh2-89 est donnée par la présence de deux sources d'ondes radio et de deux nuages de CO détectables par micro-ondes, dont l'un est également visible dans l'infrarouge et coïncide avec la source IRAS 19479+2620,.